# FSE 01
FSE 01 – elektryczny samochód osobowy klasy miejskiej wyprodukowany pod polską marką FSE w 2017 roku.

## Historia i opis modelu

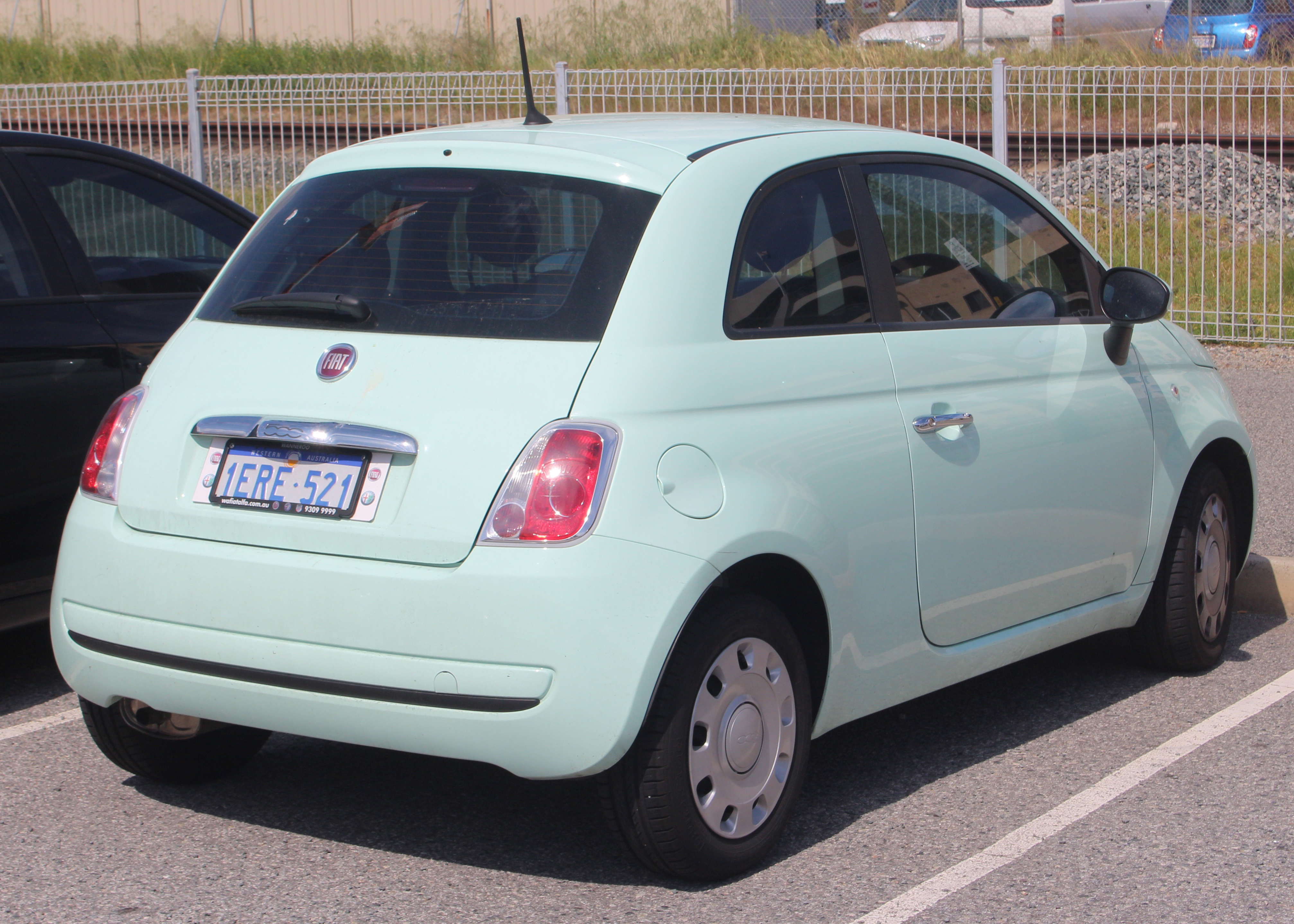
FSE 01 – tył

W marcu 2017 roku FSE z Bielska-Białej zaprezentowało swój pierwszy pojazd w postaci niewielkiego hatchbacka o napędzie elektrycznym. Pojazd powstał w wyniku konwersji spalinowego Fiata 500, wymieniając w nim układ napędowy oraz miejsce drążka do zmiany biegów na przyciski do sterowania trybami jazdy. Pod kątem wizualnym, różnice względem Fiata 500 ograniczyły się do zmiany wypełnienia logotypów.

### Sprzedaż
Według pierwotnych planów FSE, model 01 miał trafić do produkcji w wysokości 1000 sztuk rocznie z ceną ok. 100 tysięcy złotych za egzemplarz. Nie udało się tego jednak zrealizować.

### Dane techniczne
Układ elektryczny FSE 01 opracował Instytut Napędów i Maszyn Elektrycznych KOMEL z Sosnowca, rozwijając moc 61 KM i 120 Nm maksymalnego momentu obrotowego. Maksymalna prędkość pojazdu wynosi 135 km/h, z kolei zasięg na jednym ładowaniu to 102 kilometry.